# Eribolus californicus
Eribolus californicus är en tvåvingeart som beskrevs av Curtis W. Sabrosky 1950. Eribolus californicus ingår i släktet Eribolus och familjen fritflugor. Inga underarter finns listade i Catalogue of Life.